# Peperomia rubrifolia
Peperomia rubrifolia är en pepparväxtart som beskrevs av William Trelease. Peperomia rubrifolia ingår i släktet peperomior, och familjen pepparväxter. Inga underarter finns listade i Catalogue of Life.